# Osiek (gmina Mochowo)
Osiek – wieś w Polsce położona w województwie mazowieckim, w powiecie sierpeckim, w gminie Mochowo. Ma status sołectwa.
Do 1930 roku istniała gmina Osiek. W latach 1975–1998 miejscowość należała administracyjnie do województwa płockiego.
Demografia: W 2011 roku według Spisu Powszechnego  przeprowadzonego przez Główny Urząd Statystyczny wynika iż było 146 mieszkańców.